# Liste der Ramsar-Gebiete in Island
Die Ramsar-Gebiete in Island umfassen insgesamt sechs Feuchtgebiete mit einer Gesamtfläche von 128.666 ha, die unter der Ramsar-Konvention registriert sind (Stand April 2022). Das nach dem Ort des Vertragsschlusses, der iranischen Stadt Ramsar, benannte Abkommen ist eines der ältesten internationalen Vertragswerke zum Umweltschutz. In Island trat die Ramsar-Konvention am  2. April 1978 in Kraft.
Zu den Ramsar-Gebieten Islands zählen verschiedenste Typen von Feuchtgebieten wie Tundra und Marschland, Flüsse, Süß- und Brackwasserseen, Grundwassersysteme, Seegraswiesen und Muschelbänke, Küstenlinien, Wattflächen, Lagunen, Süßwasser- und Thermalquellen.
Im Folgenden sind alle Ramsar-Gebiete Islands alphabetisch aufgelistet.
| Nr. | Name des Gebiets             | Bild            | Ramsar-Gebietsnr. | Ausweisungs- datum | Fläche (ha) | Management- plan | Region               | Lage                     |
| --- | ---------------------------- | --------------- | ----------------- | ------------------ | ----------- | ---------------- | -------------------- | ------------------------ |
| 1   | Andakíll                     | Bild gesucht BW | 2129              | 18. Feb. 2013      | 3086        | Ja               | Borgarfjarðarsýsla   | 64,55583° N, 21,78639° W |
| 2   | Grunnafjörður                |                 | 854               | 24. Juni 1996      | 1470        | Ja               |                      | 64,38389° N, 21,92806° W |
| 3   | Guðlaugstungur               | Bild gesucht BW | 2130              | 18. Feb. 2013      | 40160       | Ja               | Húnavatn             | 64,95263° N, 19,26727° W |
| 4   | Mývatn-Laxá region           |                 | 167               | 2. Dez. 1977       | 20000       | Ja               | Suður-Þingeyjarsýsla | 65,52548° N, 17,04528° W |
| 5   | Snaefell and Eyjabakkar Area |                 | 2131              | 18. Feb. 2013      | 26450       | Ja               | Fljótsdalur          | 64,71667° N, 15,53306° W |
| 6   | Þjórsárver                   |                 | 460               | 20. März 1990      | 37500       | Ja               |                      | 64,61972° N, 18,75444° W |